# Loris Paoli
Loris Paoli (né le 4 mars 1991) est un coureur cycliste italien. Spécialisé dans les disciplines de sprint sur piste, il est notamment champion d'Europe du kilomètre juniors en 2009 et champion d'Italie de vitesse par équipes avec Roberto Chiappa et Andrea Prati en 2010.
Deux ans plus tard, il est à nouveau vainqueur de ce championnat avec Lorenzo Vischia et Luca Ceci. Il est cependant contrôlé positif à la méthylhexaneamine, un stimulant, de même que Luca Ceci. Ils sont disqualifiés et Loris Paoli est suspendu trois mois, soit jusqu'en février 2013.

## Palmarès sur piste

### Championnats du monde
- Moscou 2009
  -  Médaillée d'argent du kilomètre juniors

### Championnats d'Europe
- Pruszkow 2008
  -  Médaillé de bronze du kilomètre junior
- Minsk 2009
  -  Champion d'Europe du kilomètre junior

### Championnats nationaux
- 2008
  -  Champion d'Italie du kilomètre juniors
  -  Champion d'Italie de vitesse par équipes juniors (avec Andrea Prati et Daniele Neroni)
  -  Champion d'Italie de l'omnium juniors
  - 2e du championnat d'Italie de vitesse juniors
- 2009
  -  Champion d'Italie du kilomètre juniors
  -  Champion d'Italie de l'omnium juniors
  - 2e du championnat d'Italie de vitesse juniors
  - 2e du championnat d'Italie du scratch juniors
- 2010
  -  Champion d'Italie de vitesse par équipes (avec Roberto Chiappa et Andrea Prati)
  - 3e du championnat d'Italie du kilomètre

## Palmarès sur route
- 2010
  - Medaglia d'Oro Città di Monza
  - 2e du Mémorial Polese
  - 2e du Trophée Giacomo Larghi
- 2011
  - 2e du Grand Prix De Nardi
- 2012
  - Medaglia d'Oro Città di Monza
  - Coppa Belricetto
  - 2e du Mémorial Carlo Valentini
  - 2e de la Coppa San Bernardino
  - 2e du Gran Premio San Gottardo